# Vicente Fernández
Vicente Fernández Gómez, vagy egyszerűen Vicente Fernández (Huentitán el Alto, Jalisco, 1940. február 17. – 2021. december 12.) mexikói énekes, producer és színész, a szintén népszerű Alejandro Fernández édesapja. A latin világban a „Chente”, „El Charro de México” (’Mexikó lovasa’) vagy „El Rey” (’A király’) ragadványneveken ismert énekes, aki pályafutását utcazenészként kezdte, a mexikói kultúra ikonjává vált. Több mint 50 albumot készített, melyek 50 millió feletti példányban keltek el. Stílusa a mexikói ranchera.

## Diszkográfia
- Necesito de ti (2009)
- Primera fila (2008)
- Para siempre (2007)
- La tragedia del vaquero (2006)
- Y sus corridos consentidos (2005)
- Mis duetos (2005)
- Se me hizo tarde la vida (2004)
- Juntos por última vez (2002)
- Historia de un ídolo, vol. II (2002)
- Más con el número uno (2001)
- Historia de un ídolo, vol. I (2000)
- Lobo herido (2000)
- Y los más grandes éxitos de los Dandy’s (1999)
- Entre el amor y yo (1998)
- Estatua de marfil (1997)
- Y sus canciones (1996)
- Aunque me duela el alma (1995)
- Recordando a los Panchos (1994)
- Lástima que seas ajena (1993)
- Que de raro tiene (1992)
- El charro mexicano (1991)
- Y las clásicas de José Alfredo Jiménez (1990)
- Mientras ustedes no dejen de aplaudir… (1990)
- Le canta a América Latina (1990)
- Por tu maldito amor (1989)
- Mujeres divinas / El cuatrero (1988)
- Lo mejor de la Baraja con El Rey (1988)
- Motivos del alma (1987)
- Dos corazones (Vikki Carral) (1987)
- Hoy platiqué con mi gallo (1986)
- De un rancho a otro (1985)
- Un mexicano en la México (1984)
- 15 grandes con el número 1 (1983)
- Es la diferencia (1982)
- El número uno (1981)
- Alejandra y los valses clásicos (1981)
- De qué manera te olvido (1980)
- El Tahúr (1979)
- Mi amigo el tordillo (1978)
- A pesar de todo (1978)
- La muerte de un gallero (1977)
- Joyas rancheras al estilo de… (1977)
- A tu salud (1976)
- Canta para recordar (1975)
- El ídolo de México (1975)
- El hijo del pueblo (1975)
- ¡Arriba Huentitán! (1972)
- Camino inseguro (1971)
- Toda una época con… (1970)
- Palabra de Rey (1970)
- Ni en defensa propia (1970)
- Vicente Fernández (1969)
- La voz que usted esperaba (1968)

## Filmográfia
- 1991: Mi querido viejo
- 1990: Por tu maldito amor
- 1989: El cuatrero
- 1988: Entre compadres te veas
- 1987: El diablo, el santo y el tonto
- 1987: Matar o morir
- 1987: Una pura y dos con sal
- 1986: Picardía mexicana número dos
- 1985: El Embustero
- 1985: Sinvergüenza pero honrado
- 1982: Juan Charrasqueado & Gabino Barrera
- 1983: El Sinvergüenza
- 1979: El Tahúr
- 1977: Dios los cría
- 1977: El Arracadas
- 1974: El Albañil
- 1974: La ley del monte
- 1973: Entre monjas anda el diablo
- 1973: El Hijo del Pueblo
- 1972: Jalisco nunca pierde
- 1971: Tu camino y el mío
- 1970: Uno y medio contra el mundo
- 1969: Tacos al carbón

## Külső hivatkozások
- Vicente Fernández a Sony Music oldalán
- Életrajz spanyolul